# Capharnaüm (jeu de rôle)
Pour les articles homonymes, voir Capharnaüm (homonymie).
Capharnaüm est un jeu de rôle français édité par Le Septième Cercle et écrit par le studio Deadcrows. Il est publié et distribué depuis octobre 2007.

## Introduction
Capharnaüm, l'Héritage des Dragons est un jeu de rôles médiéval et merveilleux aux inspirations orientales et méditerranéennes. Les joueurs y incarnent des héritiers des dragons, de fantasques humains aux pouvoirs hors normes et dont le destin sera de briller parmi les étoiles. Marqués depuis leur naissance ils portent l'estampille des dieux dans leur chair. Outre amener les joueurs dans un univers oriental, le jeu est lumineux et héroïque il emprunte au genre romanesque et épique.

## Gamme générale
- Parus aux éditions Le Septième Cercle :
  - Le livre de base, Capharnaüm, l'Héritage des Dragons (octobre 2007)
  - Écran et Complément d'Al-Rawi (avril 2008)
  - Fables et Chimères (novembre 2008)
  - Les Arcanes de l'Aventure (septembre 2009)
  - Royaume des Cieux (octobre 2011)

- Parus en ligne et téléchargeables
  - La Caravane du Roi des Singes (avril 2008)
  - Fables et Chimères - Addenda (juin 2009)
  - Des Paroles et des Hommes (août 2010)
  - La Rose des Sables (janvier 2011)

- Carnets de Yasminabad
  - L'Oasis de Yasmina (juillet 2008)